# BGP
BGP (на английски: Border Gateway Protocol) е външен протокол, осигуряващ безциклична маршрутизация между домейни, който представлява интелигентен и сигурен маршрутизиращ протокол, базиран на правила.
RFC 1771 дефинира текущата четвърта версия на BGP като маршрутизиращ протокол между автономни системи. Интернет използва BGP като основен протокол, за да поддържа пренасянето на трафик по голямата супермагистрала. Разширенията, залегнали във версия 4, VLSM и Classless interdomain routing (CIDR) дават възможност на BGP за справяне с експоненциалното разрастване на интернет. BGP трябва да бъде използван в следните ситуации:
- При наличие на множество изходни точки, свързващи към едни ISP (за споделяне на натоварването).
- При наличие на множество пътища по различни ISP и искате да управлявате начина за препращане на трафика по тези връзки.
- Ако вашата политика или методи за маршрутизация са различни или отиват отвъд обикновеното използване на подразбиращ се маршрут (т.е. необходим ви е избор на интелигентен път и конкретни критерии.)
- Ако инфраструктурата на вашата мрежа се използва като транзитна област за трафик на други организации.

## BGP маршрутизатори
Маршрутизаторите, разположени в различни области на BGP мрежа, имат различни имена. В BGP мрежа съществуват четири различни типа маршрутизатори:
- BGP маршрутизатори-говорители – това са обикновените BGP маршрутизатори, без специализирани функции.
- Равноправни или съседни маршрутизатори – това са маршрутизатори, свързани към общ сегмент.
- Вътрешни равноправни маршрутизатори – тези маршрутизатори са равноправни възли в една и съща автономна система.
- Външни равноправни маршрутизатори – тези маршрутизатори са BGP съседи от различни автономни системи.

Когато разрешавате BGP на даден маршрутизатор, вие му задавате номер на автономна система в зависимост от автономната система, към която принадлежи. В допълнение конфигурирате BGP говорител с адресите на всички негови равноправни възли. Когато този говорител влиза онлайн, той трябва да изгради ТСР връзки с всички други равноправни възли (вътрешни и външни), за да улесни обмена на BGP информация. Когато BGP -равноправни маршрутизатори създават ТСР сесия, равноправните възли могат да обменят BGP информация за досегаемост, която създава техните маршрутни таблици. BGP използва тази информация, за да създаде карта на автономните системи, освободена от цикли.
Маршрутизаторите, за които научаваме от BGP, имат характеристики, които се използват за определяне на най-добрия път до дадено местоназначение, в случай на съществуване на множество пътища да това местоназначение. Тези характеристики се наричат BGP атрибути. За да се определи най-добрия път е необходимо да се знае как отделните атрибути влияят на процеса на избора на път. В тази секция са описани атрибутите, които BGP използва:
- Тежест (Weight)
- Локален приоритет (Local preference)
- Метричен атрибут (Metric Attribut или Multi-Exit Discriminator MED)
- Източник (Origin)
- Път към AS (AS_path)
- Следващ скок (Next hop)
- Общност (Community)

BGP може да получи за едно и също местоназначение множество рекламирания от различни източници. BGP определя един път като най-добър. Когато пътят е определен, BGP го инсталира в IP -маршрутната таблица и разпространява информацията за пътя към съседите. BGP използва следните критерии, в реда, в който са записани, за да избере път към дадено местоназначение:
1. Ако пътят води към следващ скок, който е недостъпен, този път се отхвърля.
2. За предпочитане са пътища с най-голяма тежест.
3. Когато тежестите на пътищата са еднакви, за предпочитане са пътища с най-голям локален приоритет.
4. Ако локалните приоритети са еднакви, за предпочитане са пътища, които са с източник BGP, изпълняван на дадения маршрутизатор.
5. Ако няма такива маршрути, за предпочитане са маршрути с най-къс списък на атрибута AS_path.
6. Ако всички пътища имат една и съща дължина на списъка AS_path, се избира пътя, който има по-нисък ранг на типа на източник (където IGP е с по-нисък ранг от EGP, и EGP е с по-нисък ранг от incomplete).
7. Ако има еднакви рангове на източниците, се предпочитат пътища с най-малък MED атрибут.
8. Ако атрибутът MED е еднакъв за всички пътища, за предпочитане са външните пътища пред вътрешните.
9. Ако все още пътищата са равностойни, избира се път през най-близкия IGP съсед.

## External Border Gateway Protocol
External Border Gateway Protocol е разновидност на протокола Border Gateway Protocol. Той осигурява връзката между различни автономни системи. Автономна система е мрежа или група от мрежи с една и съща администрация и рутиращи политики. В такива системи трафикът се класифицира като локален или транзитен. Локалният е този, който или идва от системата, или се прекратява от нея. Всеки друг, различен от локалния, е транзитен трафик. Главната цел на BGP е да намали наличието на транзитен трафик.
BGP използва като свой транспортен протокол TCP (порт 179). Два рутера, които си комуникират чрез BGP и обменят съобщения, формират помежду си TCP връзка. Те обменят информация относно това дали са достъпни. Тази информация основно е означение на пълните пътища, по които трябва да се мине, за да се достигне желаната дестинация. Тази информация е нужна, за да се построи граф от автономните системи, които са лишени от лупове /зацикляния в мрежата на пакети, които не могат да бъдат обслужени и водят до блокиране на зациклилия участък или понякога на цялата мрежа. Понякога има големи последствия за мрежовото оборудване и предаваната информация/ и да се покаже къде може да бъдат приложени маршрутизиращи политики с цел да се приложат рестрикции на маршрутизиращото поведение на рутера.
При някои случаи BGP се използва за обмяна на маршрути вътре в автономната система, тогава се нарича IBGP – internal BGP. Обратно, когато се използва за обмяна на маршрути между автономни системи се нарича EBGP – External Border Gateway Protocol. EBGP рутери могат да разпространяват информация от рутери, несвързани директно с тях, тъй като имат механизъм за защита от лупове. Това е тяхна функция, зададена по подразбиране.